# Saint-Julien-d’Oddes
Saint-Julien-d’Oddes ist eine französische Gemeinde  mit 297 Einwohnern (Stand: 1. Januar 2022) im Département Loire in der Region Auvergne-Rhône-Alpes (vor 2016 Rhône-Alpes). Sie gehört zum Arrondissement Roanne und zum Kanton Boën-sur-Lignon. 

## Geographie
Die Gemeinde Saint-Julien-d’Oddes liegt 23 Kilometer südsüdwestlich von Roanne in der ehemaligen Grafschaft Forez. Der Fluss Aix bildet die westliche Gemeindegrenze. Umgeben wird Saint-Julien-d’Oddes von den Nachbargemeinden Souternon im Norden, Vézelin-sur-Loire im Nordosten und Osten, Saint-Germain-Laval im Osten und Süden, Saint-Martin-la-Sauveté im Südwesten und Westen sowie Grézolles im Nordwesten. Am Nordrand der Gemeinde führt die Autoroute A89 entlang.

## Bevölkerungsentwicklung
| Jahr                       | 1962 | 1968 | 1975 | 1982 | 1990 | 1999 | 2006 | 2015 | 2022 |
| Einwohner                  | 262  | 275  | 217  | 248  | 252  | 258  | 251  | 267  | 297  |
| Quellen: Cassini und INSEE |      |      |      |      |      |      |      |      |      |

## Sehenswürdigkeiten

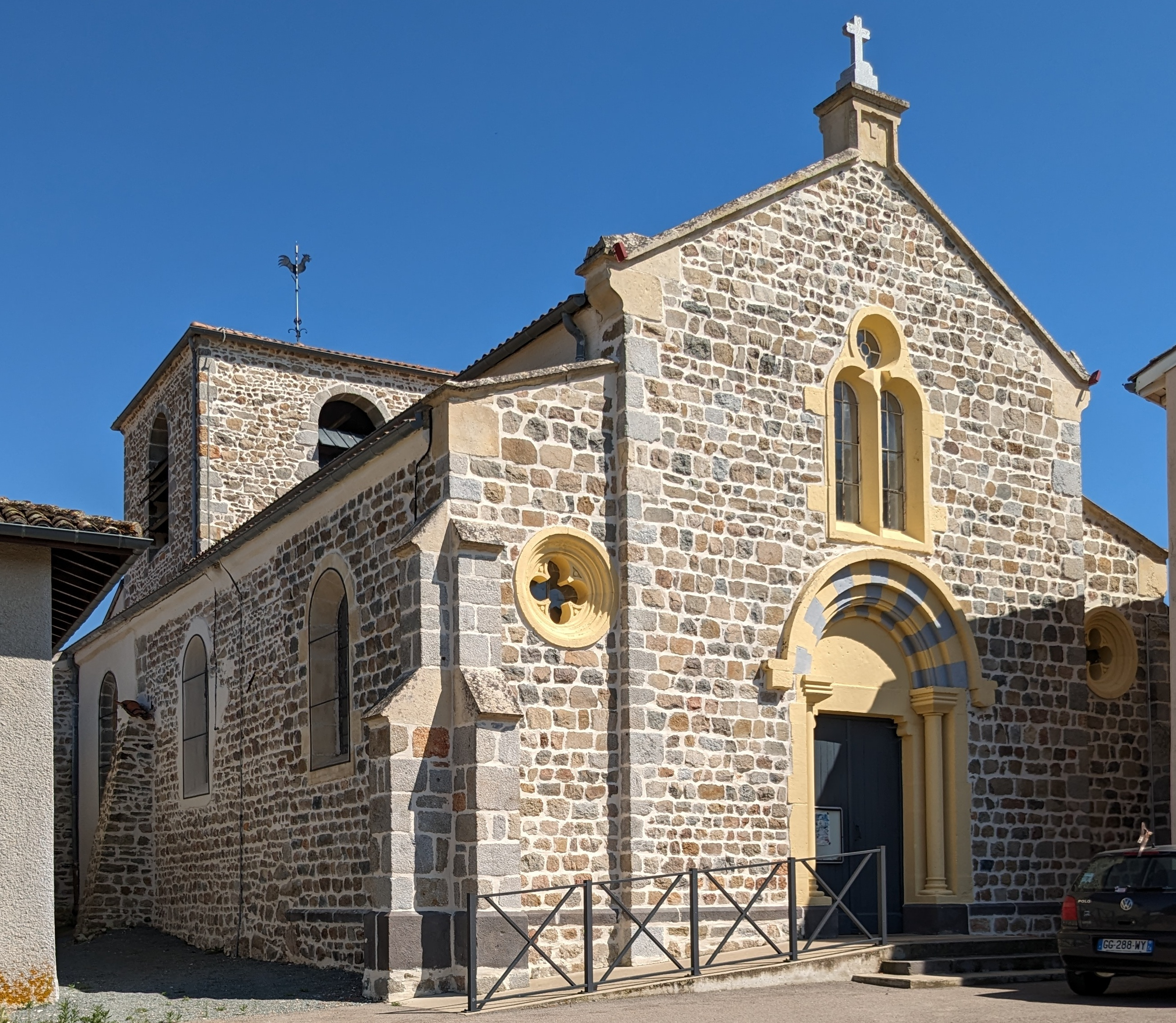
Kirche Saint-Julien
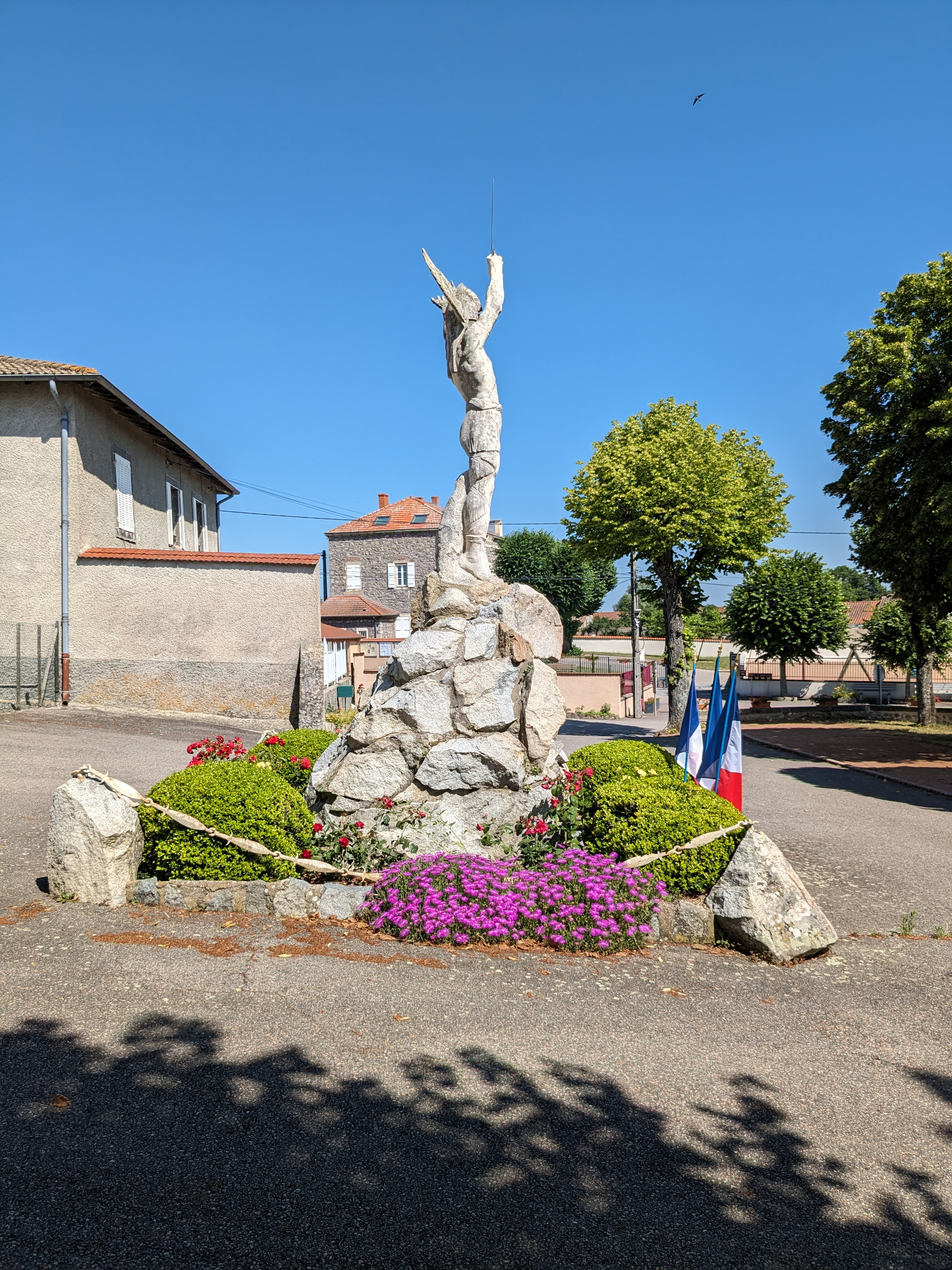
Gefallenendenkmal

- Kirche Saint-Julien
- Gefallenendenkmal